# Intebro
intebro（いんてぶろ）は、東京工科大学のインターネット放送局である。学生主体運営による日本初のインターネット放送局で、外部との積極交流及び外部への幅広い発信も行っている。
次世代放送技術研究及び産学共同プロジェクト等を通した研究組織として、実社会で即戦力となる技術習得を目標としている。インターネット放送における企画・制作・配信といった制作工程開発から、 配信に関わる技術的な研究まで行っている。

## 名称
intebroという名称の起源には以下の2つがある。internetとbroadcastという単語からの造語。

およびinteresting、interactive、international、internet等の単語と、それらをbroadcastするという意味からの造語である。

## 歴史
- 2000年 9月に開局。次世代放送の研究の一環として2000年10月にはオリジナルコンテンツの制作・配信を開始した。

　　(NHK『坂の上の雲』VFXプロデューサーで当時同校の講師であった結城崇史氏の呼びかけで（株）ネットワンシステムズより開局資金をスポンサード）
- 2001年 3月に東京工科大学学位授与式をライブ配信する。
- 2002年 3月に東京工業大学とともにニュース配信システムを構築した。

　　9月には東京大学と自動映像作成プロジェクト（DMPプロジェクト）の共同研究を開始した。11月にサンリオピューロランドと共同企画をしている。
- 2003年5月 インターネット放送の新しい表現手法に関する研究活動を開始した。

　　CEATEC JAPANとの産学連携により、同展示会公式インターネット放送局として唯一のライブ映像を世界に制作・配信した。

　　NetOneSystemsをはじめとするJ-StreamやPanasonicなどが協賛・協力。
- 2004年 「学生史上最大の挑戦」と銘打ち、バラエティー色の強い番組編成でCEATEC JAPAN展示会を強力にバックアップ。

　　携帯電話（P900iv）を使った同展示会場フロアからの史上初となる中継番組など学生ならではのアイデアを光らせた。また、5日間に渡り99時間連続でLIVE番組を制作・配信した。

　　さらに、九州工業大学、慶應義塾大学、千葉大学、東京藝術大学、日本工学院専門学校、立教大学、立命館大学の学生等と共に学生制作による映像コンテンツを多数配信した。

　　また、当時の市民メディアの先駆けであった「ユビキタス村TV」とも協力連携し、ラジオ番組等でも広告活動をしていた。

　　（出展：「下村健一の眼のツケドコロ」）
- 2005年 世界への配信に方針転換し、国際的な要素を多く採り入れた番組を展開。ハノイ国家大学等と連携し、学生としては史上初となる、

　　学生が学生を招聘する形で世界学生サミットのインターネット放送配信を企画・立案した。
- 2006年 過去例のない配信スタイルである「Ondemand With Live（OWL）」という独自規格を新たに導入。

　　これは、ライブをオンデマンドする形態としてインターネット放送業界の話題をさらった。また、CEATEC JAPAN 2006への参加・配信等を行った。
- 2007年 CEATEC JAPAN 2007への参加・配信やintebro Web Magazineの制作・配信等を行った。
- 2008年 東京工科大学メディア学部オープンキャンパス『レクチャーラリー』の配信、GOOD DESIGN EXPO 2008及びWRO2008国際大会への参加・配信、

　　2008年度東京工科大学トキ野生復帰プロジェクトの取材・配信等を行った。
- 2009年 ETロボコン2009、GOOD DESIGN EXPO 2009、2009年度明治大学文化プロジェクト、

　　三鷹ワンセグ実験プロジェクト、2009年度東京工科大学メディアコンテンツ展への参加・配信等を行った。
- 2010年 GOOD DESIGN EXPO 2010、2010年度明治大学文化プロジェクト、2010年度東京工科大学メディアコンテンツ展、TUT Music Supportへの参加・配信等を行った。
- その他、日本インターネット放送学生連盟を立ち上げた他大学とのコラボレーションを日本で初めて展開した。

　　また、MdNコーポレーション「プロとして恥ずかしくないシリーズ」の執筆協力や　　ライブドアネットシネマ「ベストフレンズ」の制作協力（出演）、
　　ウルトラシリーズ40周年記念ワークショップ運営協力などを行った。

## 研究
次世代映像配信システムの研究を幅広く行っている。
- 主な研究
  - 自動映像作成プロジェクト - 東京大学との共同研究
  - 自動ニュース配信システム - 東京工業大学との共同研究
  - 多視点配信システムの研究 - サンリオピューロランドとの共同研究

## チャネル
現在の放送されているチャネルは以下の通りである。
- University
- Animation
- Education
- Local Community
- Music
- Intebro Projects
- Sports
- Drama